# 1449
Il 1449 (MCDXLIX in numeri romani) è un anno  del XV secolo.

## Eventi
- 6 gennaio – Costantino XI Paleologo viene incoronato imperatore dell'Impero Bizantino.
- Compaiono in Europa gli orologi a molla, già diffusi nel mondo arabo.

## Nati
- 1º gennaio - Lorenzo de' Medici, politico, nobile e mecenate italiano († 1492)
- 11 gennaio - Domenico Ghirlandaio, pittore italiano († 1494)
- 17 gennaio - Osanna Andreasi, italiana († 1505)
- 7 febbraio - Adriana di Nassau-Dillenburg, nobile tedesca († 1477)
- 7 febbraio - Pietro di Foix, arcivescovo cattolico, cardinale e religioso francese († 1490)
- 4 marzo - Simone Graziani, abate, giurista e umanista italiano († 1509)
- 27 aprile - Asakura Ujikage, militare giapponese († 1486)
- 10 agosto - Bona di Savoia, duchessa († 1503)
- 20 settembre - Filippo I di Hanau-Münzenberg, conte tedesco († 1500)
- 21 ottobre - Giorgio Plantageneto, I duca di Clarence, principe inglese († 1478)
- 11 novembre - Caterina Poděbrady, sovrana ungherese († 1464)
- 11 novembre - Sidonia di Boemia, nobile cecoslovacca († 1510)
- 6 dicembre - Dorotea Gonzaga, nobile († 1467)
- 22 dicembre - Filippo Maria Sforza, nobile italiano († 1492)
- Filippo Carducci, politico italiano
- Giovanni Gagini, scultore italiano († 1517)
- Margherita di Hohenzollern, principessa tedesca († 1489)
- Zaffira Manfredi, nobildonna († 1473)
- Margherita di Sassonia, principessa († 1501)
- Giovanni Francesco Mormando, architetto e organaro italiano († 1530)
- Henry Percy, IV conte di Northumberland, nobile britannico († 1489)
- Richard Pynson, tipografo tedesco († 1529)
- Leonardo Tola, condottiero italiano († 1503)
- Rhys ap Thomas, militare gallese († 1525)
- Francesco da Meleto, umanista italiano

## Morti
- 4 gennaio - Cecilia di Brandeburgo, nobile (n. 1405)
- 21 gennaio - Giovanni De Ponte, cardinale e arcivescovo cattolico italiano (n. 1380)
- 21 gennaio - Giovanni de Primis, cardinale, vescovo cattolico e abate italiano
- 2 febbraio - Ibn Hajar al-'Asqalani, giurista arabo (n. 1372)
- 9 marzo - Guglielmo di Flavy, condottiero francese (n. 1398)
- 7 maggio - Alexander di Islay, Conte di Ross, nobile e militare scozzese
- 7 maggio - Puccio Pucci, politico italiano (n. 1389)
- 20 maggio - Pietro d'Aviz, principe (n. 1392)
- 20 maggio - Álvaro Vaz de Almada, I conte di Avranches, militare portoghese
- 1º giugno - Polissena Sforza, nobile (n. 1428)
- 8 luglio - Guido Torelli, nobile e condottiero italiano (n. 1379)
- 19 luglio - Kaspar Schlick, diplomatico tedesco (n. 1396)
- 21 luglio - Sassuolo da Prato, letterato italiano
- 9 agosto - Walter Hungerford, I barone Hungerford, nobile e militare britannico (n. 1378)
- 13 agosto - Ludovico IV del Palatinato, nobile tedesco (n. 1424)
- 4 settembre - Luigi Dal Verme, condottiero italiano
- 1º ottobre - Nicola da Forca Palena, religioso italiano (n. 1349)
- 16 ottobre - Francesco Piccinino, condottiero italiano
- 27 ottobre - Uluğ Bek, astronomo e matematico persiano (n. 1394)
- 31 ottobre - Elisabetta di Brandeburgo, principessa (n. 1403)
- 7 novembre - Konrad von Erlichshausen, nobile tedesco
- 19 novembre - Giusto de' Conti, poeta e umanista italiano
- 19 novembre - Cunegonda di Sternberg, nobile boema (n. 1425)
- 9 dicembre - Maria d'Aragona, nobile italiana (n. 1425)
- 20 dicembre - Raimondo Caldora, nobile e condottiero italiano
- 24 dicembre - Walter Bower, storico scozzese
- Arifi, poeta persiano
- Manno Barile, nobile e condottiero italiano (n. 1379)
- Margaret Beaufort, nobile inglese (n. 1409)
- Biagio di Giorgio da Traù, pittore dalmata
- Vitaliano I Borromeo, nobile, banchiere e politico italiano (n. 1390)
- Teodoro Bossi, politico italiano
- Burchiello, poeta italiano (n. 1404)
- Emine Hatun, principessa ottomana
- Filippo Fabri, religioso italiano
- Simonino Ghilini, nobile italiano
- Hüma Hatun, ottomana
- Giorgio Lampugnano, docente italiano
- Pietro Lapini, medico, astrologo e giurista italiano
- Francesco Marerio, vescovo cattolico italiano
- Teodoro III Musachi, condottiero e patriota albanese
- Andreoccio Petrucci, diplomatico, politico e letterato italiano
- Pietro di Giovanni d'Ambrosio, pittore italiano (n. 1410)
- Uberto Strozzi, condottiero italiano
- Jean de La Trémoille, nobile francese (n. 1377)
- Scaramuccia da Forlì, condottiero italiano
- Dolce II dell'Anguillara, condottiero italiano (n. 1401)

## Calendario
| Calendario 1449 | Calendario 1449 | Calendario 1449 | Calendario 1449 | Calendario 1449 | Calendario 1449 | Calendario 1449 | Calendario 1449 | Calendario 1449 | Calendario 1449 | Calendario 1449 | Calendario 1449 | Calendario 1449 | Calendario 1449 | Calendario 1449 | Calendario 1449 | Calendario 1449 | Calendario 1449 | Calendario 1449 | Calendario 1449 | Calendario 1449 | Calendario 1449 | Calendario 1449 | Calendario 1449 | Calendario 1449 | Calendario 1449 | Calendario 1449 | Calendario 1449 | Calendario 1449 | Calendario 1449 | Calendario 1449 | Calendario 1449 | Calendario 1449 |
| --------------- | --------------- | --------------- | --------------- | --------------- | --------------- | --------------- | --------------- | --------------- | --------------- | --------------- | --------------- | --------------- | --------------- | --------------- | --------------- | --------------- | --------------- | --------------- | --------------- | --------------- | --------------- | --------------- | --------------- | --------------- | --------------- | --------------- | --------------- | --------------- | --------------- | --------------- | --------------- | --------------- |
|                 | 1               | 2               | 3               | 4               | 5               | 6               | 7               | 8               | 9               | 10              | 11              | 12              | 13              | 14              | 15              | 16              | 17              | 18              | 19              | 20              | 21              | 22              | 23              | 24              | 25              | 26              | 27              | 28              | 29              | 30              | 31              |                 |
| Gennaio         | Me              | Gi              | Ve              | Sa              | Do              | Lu              | Ma              | Me              | Gi              | Ve              | Sa              | Do              | Lu              | Ma              | Me              | Gi              | Ve              | Sa              | Do              | Lu              | Ma              | Me              | Gi              | Ve              | Sa              | Do              | Lu              | Ma              | Me              | Gi              | Ve              |                 |
| Febbraio        | Sa              | Do              | Lu              | Ma              | Me              | Gi              | Ve              | Sa              | Do              | Lu              | Ma              | Me              | Gi              | Ve              | Sa              | Do              | Lu              | Ma              | Me              | Gi              | Ve              | Sa              | Do              | Lu              | Ma              | Me              | Gi              | Ve              |                 |                 |                 |                 |
| Marzo           | Sa              | Do              | Lu              | Ma              | Me              | Gi              | Ve              | Sa              | Do              | Lu              | Ma              | Me              | Gi              | Ve              | Sa              | Do              | Lu              | Ma              | Me              | Gi              | Ve              | Sa              | Do              | Lu              | Ma              | Me              | Gi              | Ve              | Sa              | Do              | Lu              |                 |
| Aprile          | Ma              | Me              | Gi              | Ve              | Sa              | Do              | Lu              | Ma              | Me              | Gi              | Ve              | Sa              | Do              | Lu              | Ma              | Me              | Gi              | Ve              | Sa              | Do              | Lu              | Ma              | Me              | Gi              | Ve              | Sa              | Do              | Lu              | Ma              | Me              |                 |                 |
| Maggio          | Gi              | Ve              | Sa              | Do              | Lu              | Ma              | Me              | Gi              | Ve              | Sa              | Do              | Lu              | Ma              | Me              | Gi              | Ve              | Sa              | Do              | Lu              | Ma              | Me              | Gi              | Ve              | Sa              | Do              | Lu              | Ma              | Me              | Gi              | Ve              | Sa              |                 |
| Giugno          | Do              | Lu              | Ma              | Me              | Gi              | Ve              | Sa              | Do              | Lu              | Ma              | Me              | Gi              | Ve              | Sa              | Do              | Lu              | Ma              | Me              | Gi              | Ve              | Sa              | Do              | Lu              | Ma              | Me              | Gi              | Ve              | Sa              | Do              | Lu              |                 |                 |
| Luglio          | Ma              | Me              | Gi              | Ve              | Sa              | Do              | Lu              | Ma              | Me              | Gi              | Ve              | Sa              | Do              | Lu              | Ma              | Me              | Gi              | Ve              | Sa              | Do              | Lu              | Ma              | Me              | Gi              | Ve              | Sa              | Do              | Lu              | Ma              | Me              | Gi              |                 |
| Agosto          | Ve              | Sa              | Do              | Lu              | Ma              | Me              | Gi              | Ve              | Sa              | Do              | Lu              | Ma              | Me              | Gi              | Ve              | Sa              | Do              | Lu              | Ma              | Me              | Gi              | Ve              | Sa              | Do              | Lu              | Ma              | Me              | Gi              | Ve              | Sa              | Do              |                 |
| Settembre       | Lu              | Ma              | Me              | Gi              | Ve              | Sa              | Do              | Lu              | Ma              | Me              | Gi              | Ve              | Sa              | Do              | Lu              | Ma              | Me              | Gi              | Ve              | Sa              | Do              | Lu              | Ma              | Me              | Gi              | Ve              | Sa              | Do              | Lu              | Ma              |                 |                 |
| Ottobre         | Me              | Gi              | Ve              | Sa              | Do              | Lu              | Ma              | Me              | Gi              | Ve              | Sa              | Do              | Lu              | Ma              | Me              | Gi              | Ve              | Sa              | Do              | Lu              | Ma              | Me              | Gi              | Ve              | Sa              | Do              | Lu              | Ma              | Me              | Gi              | Ve              |                 |
| Novembre        | Sa              | Do              | Lu              | Ma              | Me              | Gi              | Ve              | Sa              | Do              | Lu              | Ma              | Me              | Gi              | Ve              | Sa              | Do              | Lu              | Ma              | Me              | Gi              | Ve              | Sa              | Do              | Lu              | Ma              | Me              | Gi              | Ve              | Sa              | Do              |                 |                 |
| Dicembre        | Lu              | Ma              | Me              | Gi              | Ve              | Sa              | Do              | Lu              | Ma              | Me              | Gi              | Ve              | Sa              | Do              | Lu              | Ma              | Me              | Gi              | Ve              | Sa              | Do              | Lu              | Ma              | Me              | Gi              | Ve              | Sa              | Do              | Lu              | Ma              | Me              |                 |